# Michele Spotti
Michele Spotti, né à Milan en 1993, est un chef d'orchestre italien.

## Biographie
Michele Spotti se forme au Conservatoire de Milan, dont il sort diplômé en violon en 2011 et direction d'orchestre en 2014 avec Daniele Agiman. Il se perfectionne  à la Haute École de musique de Genève auprès d’Antunes Celso et Laurent Gay. Il étudie avec Gianluigi Gelmetti, Neeme Järvi, Leonid Grin, Guennadi Rojdestvenski, Gianandrea Noseda ainsi qu’à l’Académie italienne de direction d’opéra Riccardo Muti. Il est récompensé au 7e Concours international Luigi Mancinelli de direction d’opéra en 2016, et remporte ensuite le deuxième prix ex æquo du Concours de chef d’orchestre de l’Opéra royal de Wallonie.
Il fait ses débuts à l’opéra en 2013 avec Les Noces de Figaro de Mozart à Orvieto, puis dirige L'elisir d'amore de Donizetti au Teatro Rosetum de Milan. En 2015, il est choisi par l’Orchestre de la Région du Piémont (CRT) pour diriger La Fille du Régiment de Donizetti et Le Baron Tzigane de Johann Strauss fils. IL assiste Gergely Madaras pour La Flûte enchantée de Mozart au Grand Théâtre (Genève). Il dirige Le Barbier de Séville (Rossini) en tournée en Italie pour As.Li.Co (Opera Domani), Il viaggio a Reims avec l’Accademia Rossiniana de Pesaro durant le Rossini Opera Festival, Un ballo in maschera de Giuseppe Verdi à Nancy et Luxembourg comme assistant de Rani Calderon, Hänsel und Gretel d'Engelbert Humperdinck avec l’Orchestre Arturo Toscanini, Il viaggio a Reims pour Opera Lombardia, Don Pasquale de Donizetti à Montpellier, Barbe-Bleue de Jacques Offenbach à l’Opéra de Lyon, Il matrimonio segreto de Domenico Cimarosa à Martina Franca, Adina de Rossini et La Cucina d'Andrew Synnott au Festival de Wexford 2019, La Bohème de Puccini à Hanovre. En 2016 et 2017, il est l'assistant d’Alberto Zedda pour Ermione et celui de Stefano Montanari pour La Cenerentola de Rossini à l’Opéra de Lyon.
En 2021, il dirige Guillaume Tell et un concert symphonique à l'Opéra municipal de Marseille. En juin 2022, il dirige l’Orchestre national d'Île-de-France à l’occasion de la 2e édition de La folle soirée de l’opéra proposée par Radio Classique au Théâtre des Champs-Élysées. En janvier 2023, il dirige Rigoletto de Giuseppe Verdi au Théâtre de Bâle, en février, Don Pasquale de Gaetano Donizetti au Teatro Massimo  de Palerme et, au mois d’avril, il fait ses débuts au Théâtre du Capitole de Toulouse avec La traviata de Verdi .
Il a aussi dirigé La Cenerentola au Bayerische Staatsoper de Munich, La Belle Hélène à l'Opéra-Comique de Berlin, le concert de clôture du Festival Rossini 2021 avec l'Orchestre symphonique national de la RAI, La Traviata à Palerme ou encore L’Élixir d'amour au Teatro Petruzzelli de Bari.
Directeur musical de l'Orchestra Filarmonica di Benevento, il se produit également en concerts. Il a notamment dirigé l'Orchestre philharmonique de Tokyo, l'Orchestra dell’Accademia Teatro alla Scala, qui a marqué ses débuts à La Scala de Milan en 2021, l'Orchestra sinfonica nazionale della RAI, l'Orchestre symphonique national de la radio polonaise, l'Orchestre national d'Île-de-France, la Filarmonica Arturo Toscanini, l'Orchestre du Teatro Massimo de Palerme et l'Orchestre du Teatro Regio de Turin.
A compter de la saison 2023-2024, il succède à l'Américain Lawrence Foster à la direction musicale de l'Opéra municipal de Marseille. Il y ouvre la saison avec Guillaume Tell.
En 2023-2024, il dirigera l'ouverture du 49e Festival de la vallée d'Itria avec Le Turc en Italie, qu'il dirigera également à l'Opéra de Lausanne, Les Noces de Figaro à Marseille, ses débuts au Deutsche Oper Berlin avec Le Voyage à Reims, au Teatro dell'Opera di Roma avec La Flûte enchantée et au Teatro San Carlo de Naples avec Simon Boccanegra. Il dirigera également L'equivoco stravagante au Festival Rossini, ainsi que de nombreux concerts symphoniques en Europe et en Asie.
Il fait ses débuts à l'Opéra de Paris en novembre 2023 avec Turandot de Giacomo Puccini.